# 26. Jahrhundert v. Chr.
Portal Geschichte | Portal Biografien | Aktuelle Ereignisse | Jahreskalender | Tagesartikel

◄ |
4. Jt. v. Chr. |
3. Jahrtausend v. Chr. | 2. Jt. v. Chr.  ►

◄ |
28. Jh. v. Chr. |
27. Jh. v. Chr. |
26. Jahrhundert v. Chr. |
25. Jh. v. Chr. |
24. Jh. v. Chr. |
►
Das 26. Jahrhundert v. Chr. begann am 1. Januar 2600 v. Chr. und endete am 31. Dezember 2501 v. Chr. Dies entspricht dem Zeitraum 4550 bis 4451 vor heute oder dem Intervall 4069 bis 3977 Radiokohlenstoffjahre.

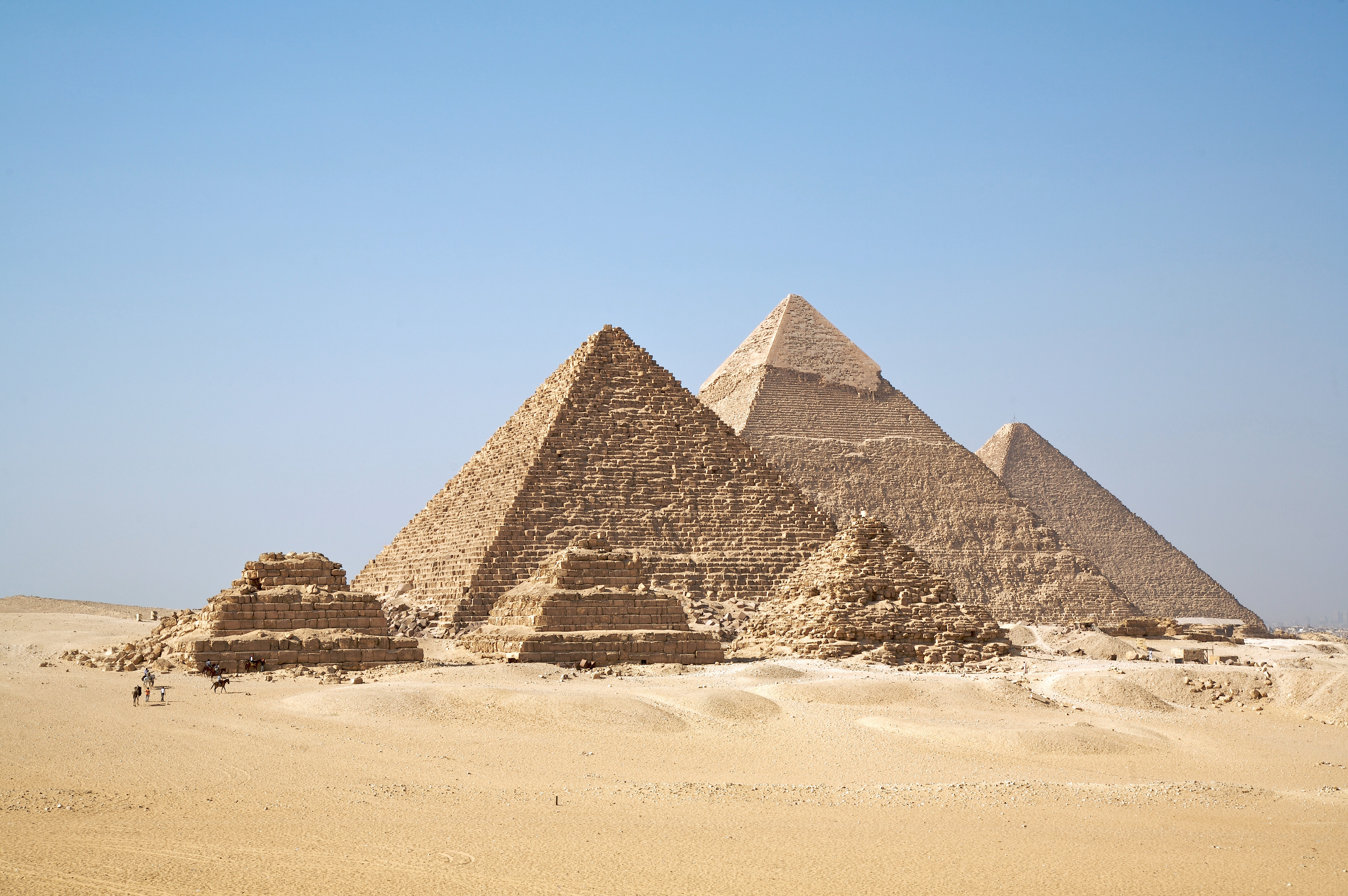
Die Pyramiden von Gizeh, links Mykerinos, in der Mitte Chephren und rechts die des Cheops („Große Pyramide“)

## Zeitalter/Epoche
- Subboreal (3710 bis 450 v. Chr.).
- Nordisches Mittelneolithikum in Nordeuropa (3300 bis 2350 v. Chr.).
- Endneolithikum (2800 bis 2200 v. Chr.) in Mitteleuropa.

## Ereignisse/Entwicklungen
- um 2600 v. Chr.:

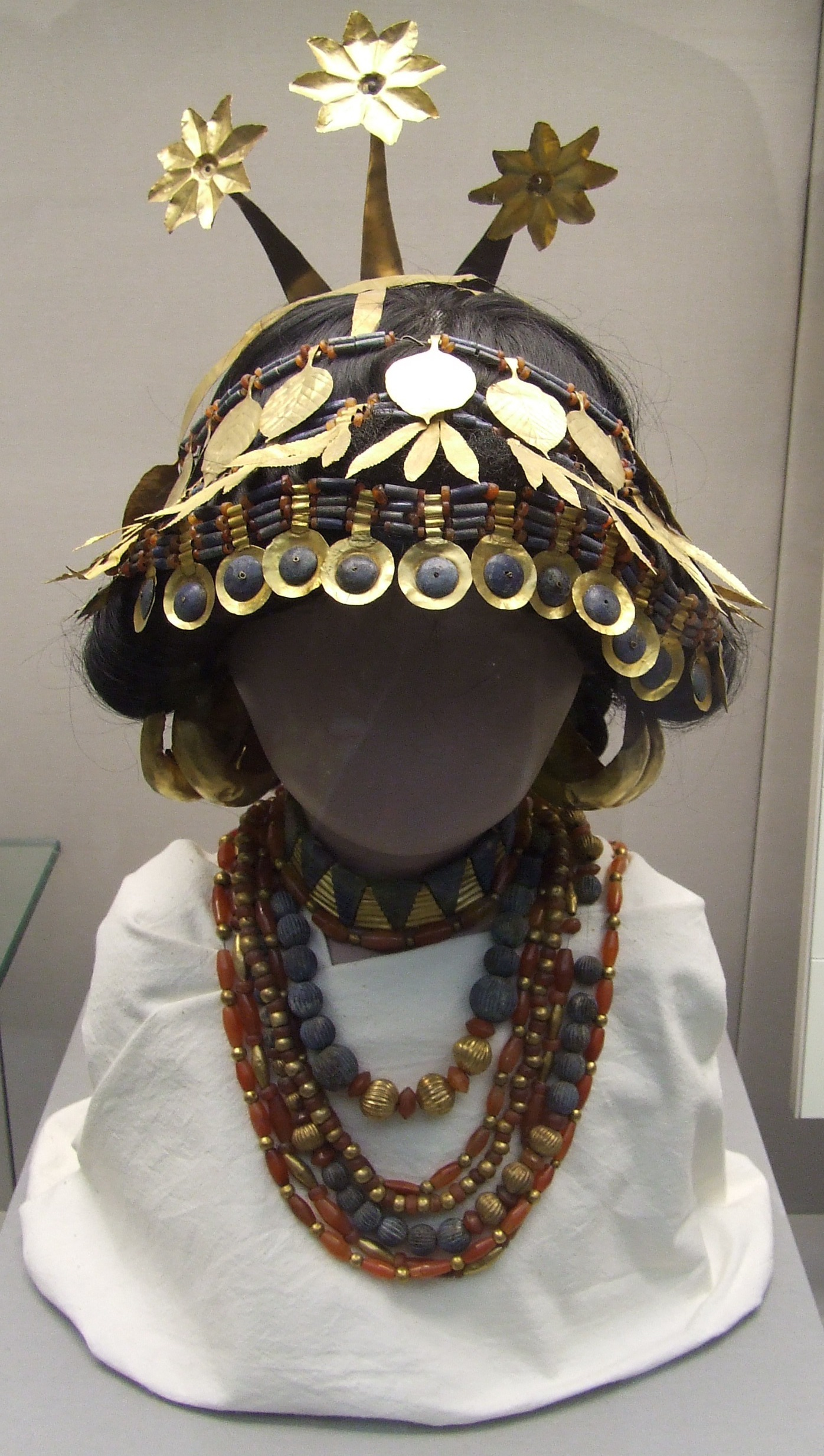
Halsbänder und rekonstruierter Kopfputz der Puabi, Britisches Museum

  - Beginn der 1. Dynastie (Dynastie von Awan) des Reiches Elam.[1]
  - Handelsbeziehungen der Sumerer mit der Dilmun-Kultur, Magan und Meluḫḫa.
  - Hohe Zeit des Pyramidenbaus mit der Errichtung der Pyramiden von Gizeh
  - In der Indus-Kultur wandeln sich die kleinen Dörfer zu einheitlich konstruierten Städten mit mehreren tausend Einwohnern, die nicht mehr primär in der Landwirtschaft tätig waren. Es begann die Blütezeit von Harappa, einer historischen Stadt am Oberlauf des Indus im heutigen Pakistan. Sie war von 2600 v. Chr. bis 1800 v. Chr. ein Zentrum der Indus-Kultur.[2][3]
  - Tall Leilan in Syrien entwickelt sich zu einer großen Stadt.
  - Gründung der chalkolithischen Siedlungen Los Millares und Zambujal in Iberien.
  - In der Sierra de los Cuchumatanes in Guatemala bildet sich die Maya-Sprache heraus.
  - Caral wird mit rund 1000 Einwohnern zur ältesten Stadt der Neuen Welt.
- Um 2580 v. Chr.:
  - Die Kykladen werden stark von der minoischen Kultur Kretas beeinflusst. Die in Delos verehrte Muttergöttin steigt zur überregionalen Gottheit auf.
- Um 2550/2500 v. Chr.:
  - Meskalamdug begründet die 1. Dynastie von Ur (in der kurzen Chronologie 2436 v. Chr.).
  - Königsgräber von Ur, ein frühdynastisches Gräberfeld der 1. Dynastie von Ur. Beigesetzt wurden neben Meskalamdug und Puabi ein zahlreiches Gefolge.
- Um 2550 v. Chr.:
  - Pharaonen der 4. Dynastie entsenden Expeditionen in die westlichen Wüstenoasen wie z. B. Dachla, insbesondere zur Gewinnung von Farbpigmenten.
  - Unter Ur-Pabilsag entsteht die Standarte von Ur.
- Um 2530/2500 v. Chr.:
  - Mesilim von Kiš stellte als Schiedsrichter im Lagaš-Umma-Krieg zur Befriedung eine Grenzstele auf, die jedoch im weiteren Verlauf nicht respektiert wurde.

## Erfindungen und Entdeckungen
- Das Spiel „Senet“ ist im alten Ägypten auf einer Malerei im Grab des Hesy dokumentiert.

## Bauwerke
- Eventuell wurde im 26. Jahrhundert v. Chr. die Große Sphinx von Gizeh errichtet. Ob der ägyptische Pharao Cheops oder Chephren der Erbauer der Sphinx war, ist bis heute umstritten. Der Bau der Sphinx kann jedenfalls nicht vor der Cheops-Pyramide erfolgt sein.[4]
- Ab 2600 v. Chr.:
  - In Stonehenge werden die Blausteine aufgestellt (Phase 3 I) und anschließend die Sarsensteine (Phase 3 II – 2600 bis 2400 v. Chr.)
- Um 2600 bis 2580 v. Chr.:
  - Bau der Cheops-Pyramide in Gizeh.
- Um 2550 bis 2530 v. Chr.:
  - Die Chephren-Pyramide in Gizeh wird fertig gestellt.
- 2548 v. Chr.:
  - Durch das Hochmoor von Nieuw-Dordrecht in den Niederlanden wird ein Bohlenweg gelegt.
- 2540 bis 2520 v. Chr.:
  - Bauzeit der Mykerinos-Pyramide in Gizeh.

## Persönlichkeiten

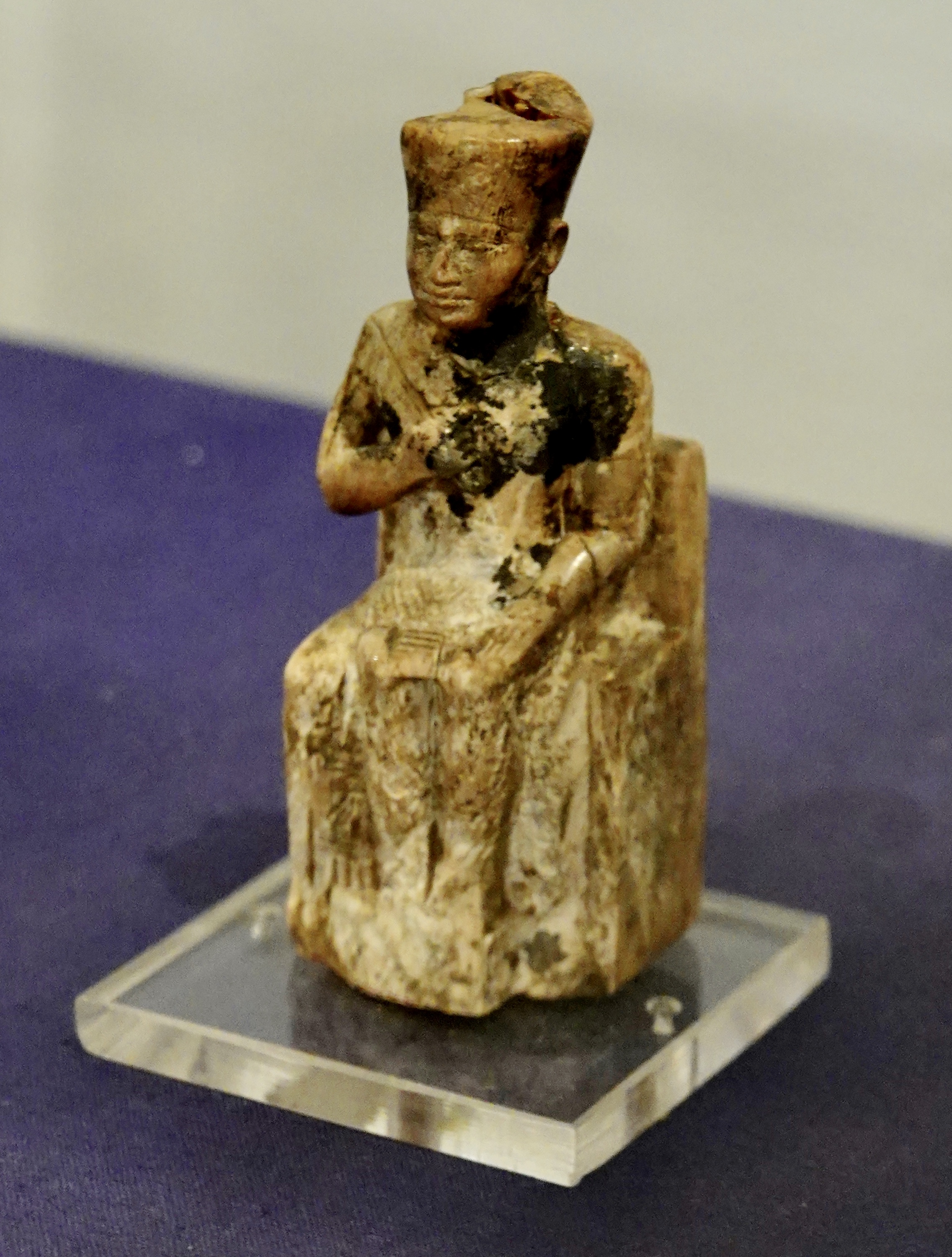
Statuette des Cheops (Kairo Museum)

Hinweis: Die Regierungsjahre lassen sich in diesem Jahrhundert noch nicht genau bestimmen, deshalb handelt es sich um ungefähre Schätzungen.

### Pharaonen von Ägypten
4. Dynastie:
- Cheops (2620–2580 v. Chr.)
- Radjedef (2580–2570 v. Chr.)
- Chephren (um 2572–2546 v. Chr.)
- Bicheris (um 2530 v. Chr.)
- Mykerinos (vor 2539–um 2511 v. Chr.)
- Schepseskaf (2510–2500 v. Chr.)
- Thamphthis (um 2500 v. Chr.)

### Könige von Kiš
- Enmebaragesi (2615–2585 v. Chr.)
- Agga (2585–2550 v. Chr.)

### König von Lagaš
- Enheĝal (um 2550 v. Chr.)

### Kaiser von China
- Huangdi (chinesisch 黃帝 / 黄帝) – der mythische Gelbe Kaiser (2696 bis 2598 v. Chr., auch 2674 bis 2575 v. Chr.)

## Archäologische Kulturen

### Kulturen in Nordafrika
- Das Tenerium (5200 bis 2500 v. Chr.) in der Ténéré-Wüste mit Fundstätte Gobero erreicht sein Ende
- In Nubien besteht ab 3200 v. Chr. eine organisierte Gesellschaft, die jedoch bis 2600 v. Chr. ein Vasall Oberägyptens bleibt
- Ägypten:
  - Altes Reich:
    - 4. Dynastie (2670 bis 2500 v. Chr.)

### Kulturen in Mesopotamien und im Nahen Osten

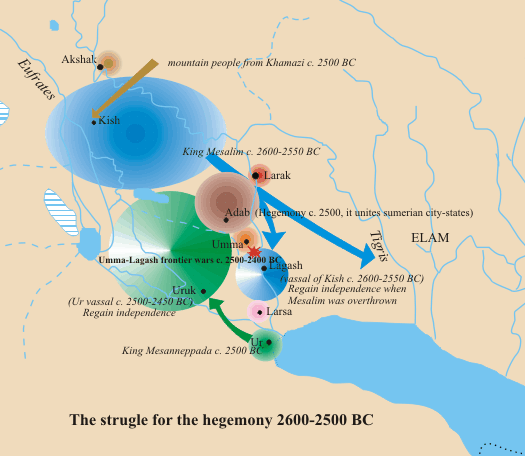
Bevölkerungsgruppen und Konflikte im Mesopotamien 2600–2500 v. Chr.

- Frühdynastische Zeit in Mesopotamien (Sumer):
  - Kiš:
    - 1. Dynastie (2800 bis 2550 v. Chr.)
    - 2. Dynastie (2550 bis 2400 v. Chr.)

  - Uruk:
    - 1. Dynastie (2770 bis 2520 v. Chr.)
    - 2. Dynastie (2520 bis 2371 v. Chr.)

  - Ur:
    - 1. Dynastie (2550/2500 bis 2340 v. Chr.)

  - Lagaš:
    - 1. Dynastie (2550 bis 2371 v. Chr.)

- Iran:

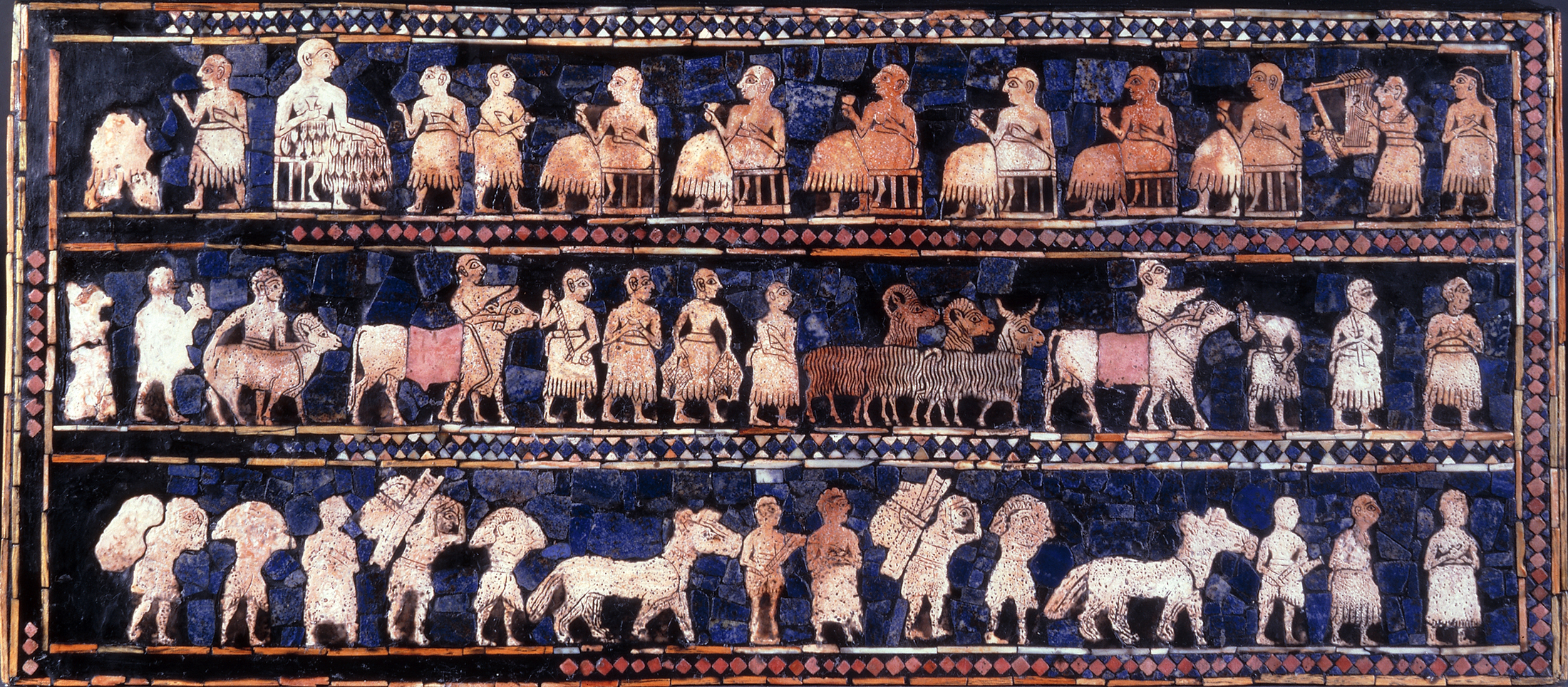
Friedensseite der Standarte von Ur

  - Dschiroft-Kultur (4000 bis 1000 v. Chr.)
  - Schahr-e Suchte II (2800 bis 2500 v. Chr.)
  - Elam: Altelamische Zeit (2700 bis 1600 v. Chr.)
  - Susa IVA (2600 bis 2400 v. Chr.)
  - Tepe Yahya IV B (3000 bis 2500 v. Chr.), protoelamisch
- Syrien:
  - Tell Brak (6000 bis 1360 v. Chr.)
  - Tall Leilan (5000 bis 1726 v. Chr.) – Phase IIId und IIa
  - Tell Chuera (5000 bis 1200 v. Chr.)
  - Tell Hamoukar (4500 bis 2000 v. Chr.)
  - Erstes Königreich in Ebla (Phase Mardikh IIa – 3000 bis 2400 v. Chr.)
- Türkei:
  - Troja:
    - Troja I (2950 bis 2550 v. Chr.)
    - Troja II (2550 bis 2200 v. Chr.)
- Bahrain:
  - Dilmun-Kultur (3000 bis 600 v. Chr.)

### Kulturen in Ostasien
- China:
  - Yangshao-Kultur (5000 bis 2000 v. Chr.), Zentral- und Nordchina
  - Yingpu-Kultur (3500 bis 2000 v. Chr.) in Taiwan
  - Liangzhu-Kultur (3400/3300 bis 2200 v. Chr.) in Südostchina
  - Longshan-Kultur (3200 bis 1850 v. Chr.) am mittleren und unteren Gelben Fluss
  - Karuo-Kultur (3200 bis 2000 v. Chr.) in China und Tibet
  - Die Shanbei-Kultur (3050 bis 2550 v. Chr.) in Jiangxi geht zu Ende
  - Majiayao-Kultur (3000 bis 2000 v. Chr.) am oberen Gelben Fluss
  - Xiaoheyan-Kultur (3000 bis 2000 v. Chr.) in der Inneren Mongolei
  - Tanshishan-Kultur (3000 bis 2000 v. Chr.) in Fujian
  - Shijiahe-Kultur (2600 bis 2000 v. Chr.) am mittleren Jangtsekiang
- Korea:
  - Mittlere Jeulmon-Zeit (3500 bis 2000 v. Chr.)
- Japan:
  - Mittlere Jōmon-Zeit – Jōmon IV (3000 bis 2000 v. Chr.)
- Vietnam:
  - Đa-Bút-Kultur (4000 bis 1700 v. Chr.)
  - Hồng-Bàng-Dynastie (2879 bis 258 v. Chr.)

### Kulturen in Südasien
- Industal:

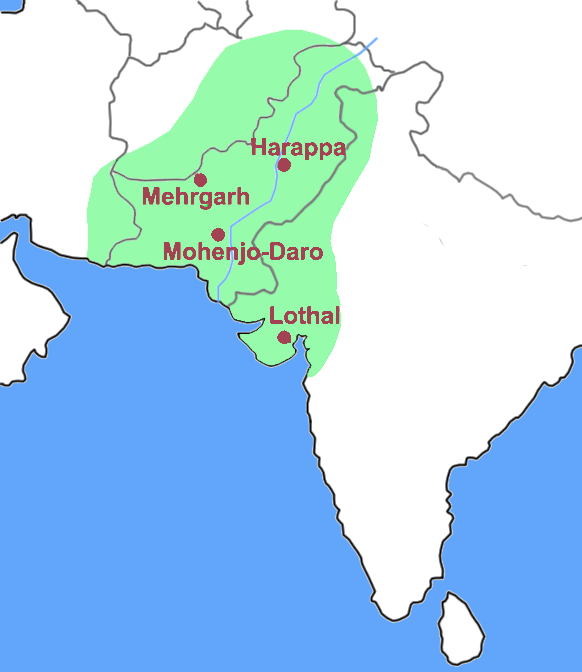
Ausbreitung der Indus-Kultur

  - Indus-Kultur: Harappa-Phase, Harappa 3A (2600 bis 2450 v. Chr.)
- Belutschistan:
  - Mehrgarh: Periode VII (ab 2600 bis 2200 v. Chr.), die Stadt wird weitgehend verlassen
  - Nal-Kultur (3800 bis 2200 v. Chr.)

### Kulturen in Nordasien
- Verschwinden der Afanassjewo-Kultur (3500 bis 2500 v. Chr.) in Südsibirien (Altai-Region)
- Glaskowo-Kultur (3200 bis 2400 v. Chr.) in Sibirien, Mongolei und Südostrussland

### Kulturen in Europa
- Nordeuropa:
- Bootaxtkultur (4200 bis 2000 v. Chr.) in Skandinavien und Baltikum
- Nordosteuropa:
  - Grübchenkeramische Kultur (4200 bis 2000 v. Chr. – Radiokarbonmethode: 5600 bis 2300 v. Chr.) in Norwegen, Schweden, Baltikum, Russland und Ukraine
  - Rzucewo-Kultur (5300 bis 1750 v. Chr.) im Baltikum und Polen
  - Narva-Kultur (5300 bis 1750 v. Chr.) in Estland, Lettland und Litauen
- Osteuropa:
  - Jamnaja-Kultur (3600 bis 2300 v. Chr.) in Russland und in der Ukraine
  - Fatjanowo-Kultur (3200 bis 2300 v. Chr. nach Anthony) in Russland[5]
  - Kura-Araxes-Kultur (3500/3000 bis 2000/1900 v. Chr.) im Kaukasus
  - Die Esero-Kultur (3300 bis 2700/2500 v. Chr.) im östlichen Balkan erreicht ihr Ende

- Südosteuropa:
  - Griechenland:

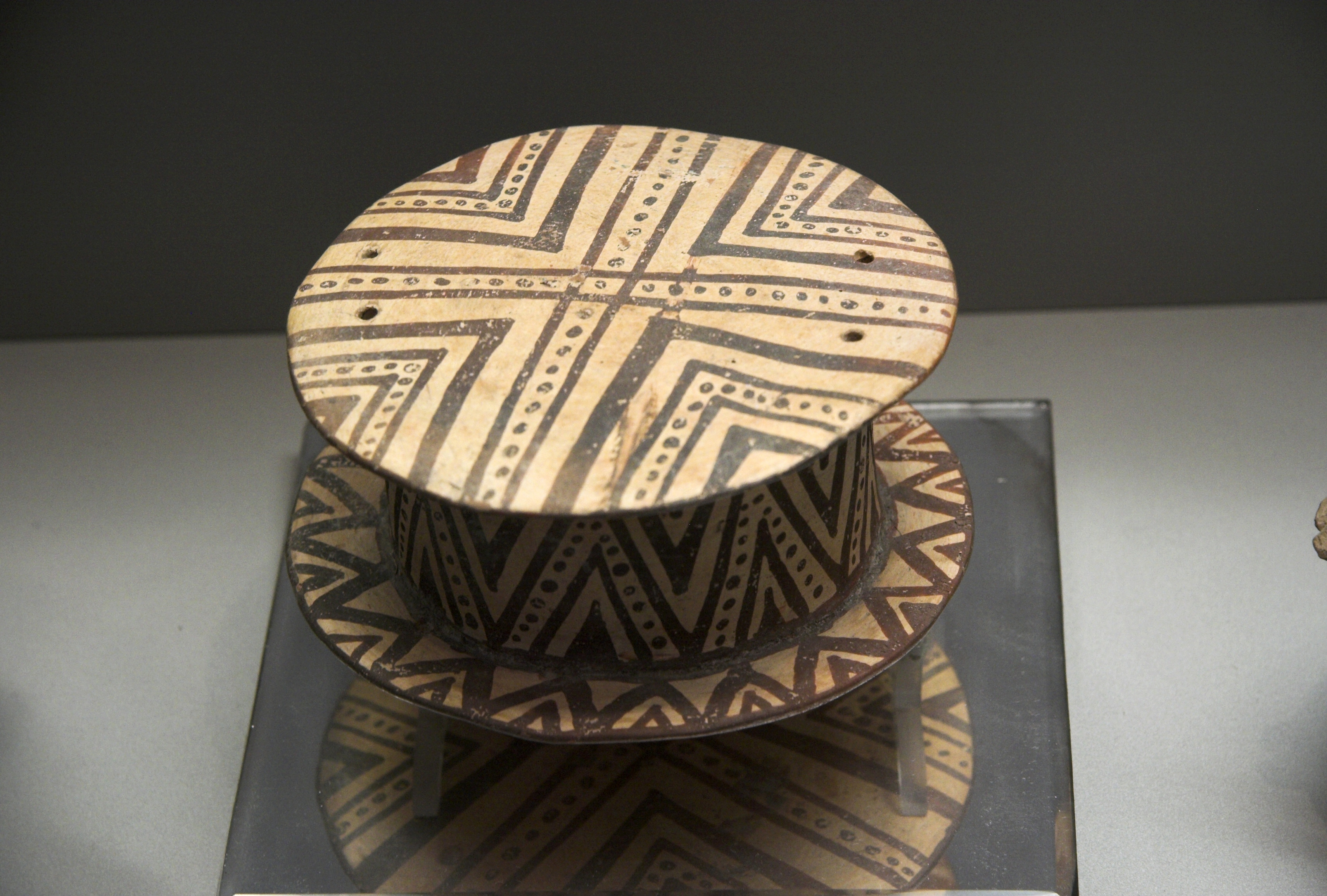
Spulenförmige Pyxis aus Chalandriani, Syros, FK II

    - Griechisches Festland, Frühhelladische Phase FH II (2700 bis 2200 v. Chr.)
    - Kykladenkultur (3200 bis 1100 v. Chr.), Frühkykladische Phase FK II (2700 bis 2200 v. Chr.) mit
      - Keros-Syros-Kultur (2700 bis 2300 v. Chr.)

  - Kreta – frühminoische Vorpalastzeit FM II (2700 bis 2200 v. Chr.)
- Mitteleuropa:
  - Remedello-Kultur (3400 bis 2400 v. Chr.) in Norditalien
  - Vlaardingen-Kultur (3350 bis 1950 v. Chr.) in den Niederlanden
  - Gaudo-Kultur (3150 bis 2300 v. Chr.) in Süditalien
  - Schönfelder Kultur (2900 bis 2100 v. Chr.) in Deutschland und Tschechien
  - Einzelgrabkultur (2800 bis 2300 v. Chr.) in Norddeutschland, Polen, Baltikum und Südskandinavien
  - Schnurkeramik (2800 bis 2200 v. Chr.) in Mitteleuropa, Baltikum und Russland

- Westeuropa:

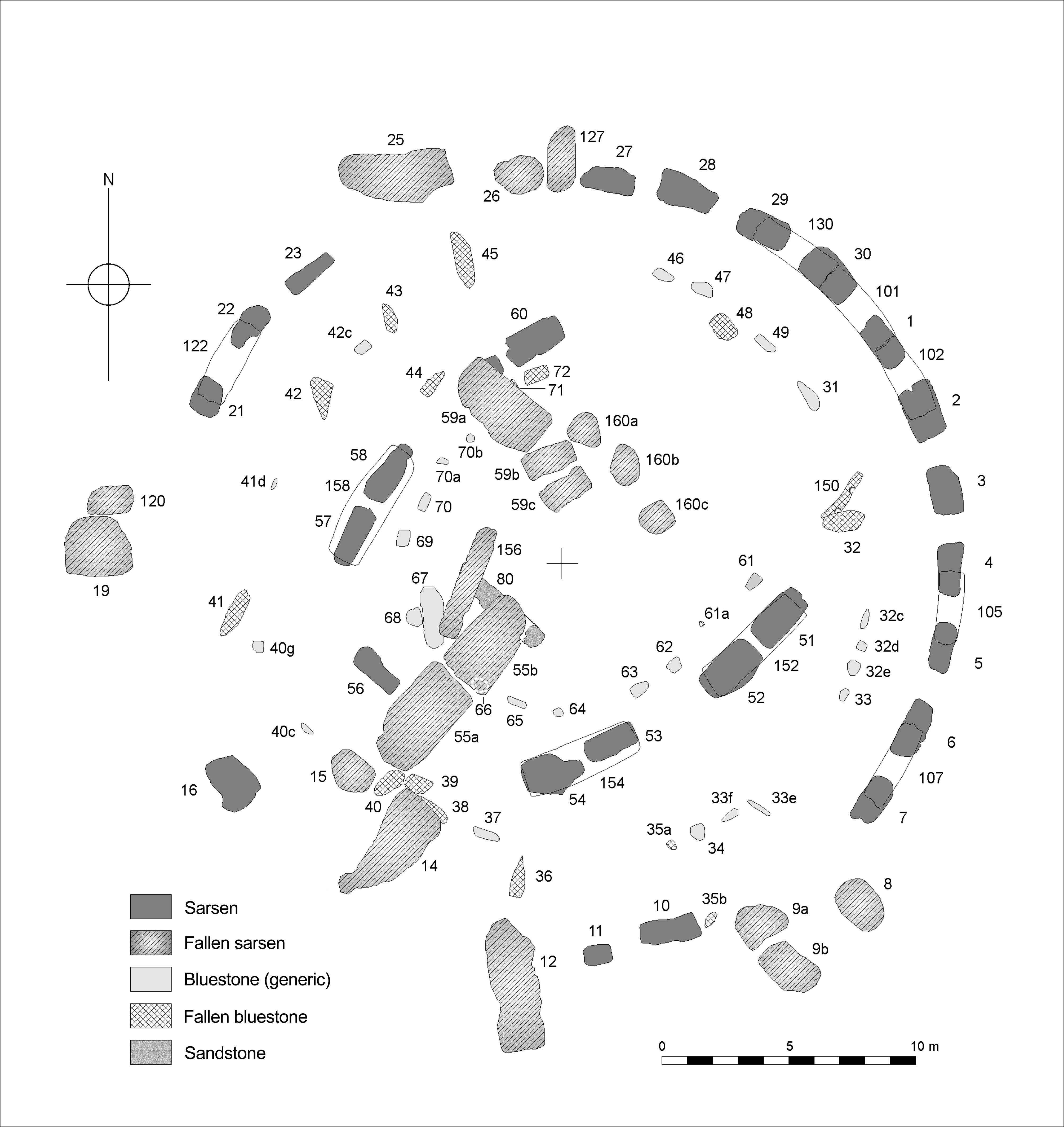
Grundriss der Steinkreise von Stonehenge

  - Kultur der Grooved Ware in Großbritannien und Irland (3400 bis 2000 v. Chr.)
    - Ende von Skara Brae auf den Orkney-Inseln (um 3180 v. Chr. bis 2500 v. Chr.)

  - Auslaufen der Peterborough Ware (3400 bis 2500 v. Chr.) in Großbritannien
  - Chassey-Lagozza-Cortaillod-Kultur (4600 bis 2400 v. Chr.) in Frankreich, Schweiz und Italien
  - Seine-Oise-Marne-Kultur (3100 bis 2000 v. Chr.) in Nordfrankreich und Belgien
  - Peu-Richard-Kultur (2850 bis 2150 v. Chr.) im zentralen Westfrankreich – Rezente Stufe Peu-Richard II
  - Almeríakultur (3250 bis 2500 v. Chr.) in Südostspanien – Almeria II
  - Megalithkulturen:
    - Frankreich (4700 bis 2000 v. Chr.)
    - Iberische Halbinsel (4000 bis 2000 v. Chr.): Spanien und Portugal
      - Los Millares (3200 bis 1800 v. Chr.)
      - Vila Nova de São Pedro (2700 bis 1300 v. Chr.)

    - Malta: Tarxien-Phase (3300/3000 bis 2500 v. Chr.) – Tempel von Tarxien, Ħaġar Qim

### Kulturen in Amerika
- Nord- und Zentralamerika:
  - Archaische Periode. Errichtung von Mounds in den östlichen Waldgebieten ab 4000 v. Chr.
- Südamerika:
  - Chinchorro-Kultur (7020 bis 1500 v. Chr.) in Nordchile und Südperu
  - Valdivia-Kultur (3950 bis 1750 v. Chr.) in Ecuador
  - Norte-Chico-Kultur (3500 bis 1800 v. Chr.) in Peru mit
    - Caral (ab 3000 v. Chr.), Präkeramikum IV – VI

  - San-Agustín-Kultur (3300 v. Chr. bis 1550 n. Chr.) in Kolumbien